# Teoria hałasu (dokument muzyczny)
Teoria hałasu – polski film dokumentalny z 2008 roku, w reżyserii Leszka Gnoińskiego i Wojciecha Słoty, z serii Historia polskiego rocka.
Film dokumentuje fragmentarycznie a zarazem kluczowo początki i rozwój muzyki hardrockowej i szeroko rozumianej muzyki heavymetalowej w Polsce. Początki te sięgają wczesnych lat 70. XX wieku (w okresie świetności grupy Test) do czasów współczesnych.
Pokaz premierowy filmu miał miejsce na Przystanku Woodstock w 2009 roku, był też emitowany w Discovery Historia. Film ten ukazał się również na formacie DVD.

## Treść dokumentu

### Historia tej muzyki w Polsce
W filmie przedstawiona jest Polska jako jeden z krajów bloku komunistycznego przechodząca wtedy ostatnią dekadę okresu tzw. socrealistycznego PRL. Do popularnych zespołów, tworzących ówcześnie  mocny hard rock i heavy metal z początkiem lat 80. XX wieku należały: Turbo i TSA. W 1984 roku na trasę koncertową do Polski m.in. do przedstawionej w filmie Warszawy przyleciał brytyjski zespół heavymetalowy Iron Maiden. Iron Maiden dał wówczas przełomową serię koncertów dla historii polskiej muzyki heavy metalu (poza Warszawą, zespół koncertował jeszcze w Łodzi, Poznaniu, Wrocławiu i Zabrzu). Niedługo po tym wydarzeniu (w 1986 roku), w kraju zorganizowano pierwszy festiwal muzyki metalowej i hardrockowej pt. Metalmania m.in. przy udziale Tomasza Dziubińskiego (i Klubu Miłośników Heavy Metal) oraz Śląskiego Jazz Klubu. Festiwal odbył się w katowickim „Spodku”, na którym w drodze wcześniejszego konkursu (zgłaszając materiał demo) wystąpiły m.in. przedstawione w filmie:  brytyjska Alaska i polskie: Turbo czy Vader. Poza Metalmanią krajowe zespoły heavymetalowe miały możliwość zaprezentowania się na scenie Festiwalu w Jarocinie. W kolejnych latach wiele polskich zespołów, grających muzykę hard rock i heavy metal powoli wyczerpywało swoje możliwości artystyczne, ciągle kopiując te same wzorce, mimo to na tle tych wszystkich zespołów wyróżniał się thrash metalowy zespół Kat.
Na przełomie 1989 i 1990 pojawił się z wydaną płytą Are You A Rebel zespół Acid Drinkers – uznawany za krajowe muzyczne objawienie, wnoszący do swojej stylistyki muzycznej tzw. crossover/thrash metal. Zespół jednak nie zdołał zrobić kariery międzynarodowej ze względu na (pojawiające się jeszcze u schyłku PRL-u) konflikty z przyznaniem wiz artystom. Pomimo tego, to dzięki pozytywnym zagranicznym recenzjom o debiutanckim albumie Acid Drinkers udaje się podpisać kontrakt wydawniczy także innym polskim grupom tj. Turbo (Dead End), Wolf Spider (Kingdom of Paranoia i też Dragon – Fallen Angel) z międzynarodową wytwórnią Music For Nations, wydającą wówczas na rynku europejskim albumy ikon światowego thrash metalu tj. m.in. takich zespołów jak Metallica, Anthrax oraz Slayer, czy nawet Venom.
W dalszej części filmu, już w latach III RP, narrator zwraca uwagę na niebywałą historię grupy Vader, która wyszła z tzw. „podziemia” death metalu i dołączyła do światowej czołówki tego gatunku muzycznego (trzeba podkreślić, że Vader w tamtym okresie wydał debiutancki album pt. The Ultimate Incantation dzięki podpisanemu kontraktowi z prestiżową,  wytwórnią muzyki ekstremalnej Earache Records, mającą w swoim katalogu m.in. takie popularne zespoły grindcore'owe i death metalowe jak: Napalm Death, Carcass, Morbid Angel, Bolt Thrower, Entombed czy Carnage, Nocturnus i Terrorizer). W kolejnej dekadzie na popularność zespołu Vader zwracają uwagę twórcy i producenci gry komputerowej Wiedźmin zrealizowanej w 2007 roku, czego efektem jest  nagrany na potrzeby tej produkcji, zaprezentowany w dokumencie utwór z teledyskiem (wideoklipem) pt. Sword of the Witcher.
Inną grupą, charakteryzującą się odmiennym stylem metalcore – jest zespół Illusion z wokalistą – Tomaszem Lipą Lipnickim, wzorującym się na amerykańskich zespołach (m.in. na Helmet), w tym na  zespołach  grunge (głównie pochodzących z Seattle), a w szczególności na wokalistach.  Kolejną formacją, na którą dokument zwraca uwagę jest projekt Kazika Staszewskiego (z grupy Kult) nazwany Kazik na Żywo (KNŻ). Kazik na początku lat 90. XX wieku, będąc pod wrażeniem wspólnych dokonań thrash metalowej grupy Anthrax i rapowego Public Enemy a także zafascynowany stylem Rage Against the Machine wprowadził właśnie takie połączenie gatunków muzyki metalowej i rap do aranżacji utworów w jego nowym zespole KNŻ. Wymieniono także Flapjacka oraz mieszający różne style zespół Kobong jak też doskonale radzący sobie na wspólnej trasie z Vader (wśród metalowej i punkowej publiczności) zespół Proletaryat.
W filmie przybliżono historię (założonego w 1989 roku) zespołu Agressiva 69, który w drugiej połowie lat 90. XX wieku, wyróżniał się na krajowym rynku jako jeden z niewielu, reprezentujący styl rock industrialny/industrial metal. Początkowo muzycy sądzili, że chyba ich grupa Agressiva 69 wytworzyła nowy styl, lecz zorientowali się później, że to zespół Einstürzende Neubauten jest dużo wcześniejszym twórcą muzyki industrialnej, bo już od 1980 roku (choć do prekursorów przede wszystkim należy Throbbing Gristle a dopiero później Test Dept i Einstürzende Neubauten).
Również na ekranie filmu dokumentalnego przedstawiono trzeci, ważny festiwal w Polsce (podobnie jak niegdyś Festiwal w Jarocinie, czy Metalmania), m.in. propagujący krajowe zespoły szeroko rozumianej sceny heavy metal, zainaugurowany przez Jerzego Owsiaka. Tym festiwalem stał się Przystanek Woodstock, zaś jednym z zespołów, występującym na festiwalu, ujętym w filmie jest Hunter.
Dokument muzyczny opowiada także o drugim (po Vader) polskim zespole muzyki ekstremalnej, a mianowicie o bleckened death metalowym Behemoth, który z początkiem XXI wieku zdobył ogromną popularność na całym świecie. Ta ogromna popularność i rozpoznawalność pozwoliła zespołowi Behemoth wystąpić w 2007 roku na festiwalu Ozzfest w USA u boku legendy heavy metalu Ozzy’ego Osbourne. Dotychczas nie udało się to żadnej polskiej heavymetalowej grupie (jednakże warto przypomnieć, że podczas polskiej edycji festiwalu „Ozzfest” w 2002 roku wystąpiła krajowa grupa Decapitated). Z kolei kontrastem dla kontrowersyjnego Behemoth (ze względu na satanistyczne i bluźniercze teksty) są znane już od dłuższego czasu na polskiej scenie chrześcijańskie grupy tj. 2Tm2,3 (zwany też Tymoteuszem) – wyśpiewujący psalmy i głoszący słowa pisma świętego w estetyce melancholii i metalcore oraz Arka Noego – religijny, rockowy zespół, składający się z dzieci i ich rodziców – muzyków, przede wszystkim dwóch głównych kompozytorów tj. z Roberta Litzy Friedricha i Dariusza Maleo Malejonka.

### Zespoły muzyczne
Na kulturę, rozwój i na kierunki poszczególnych gatunków i podgatunków muzycznych heavy metalu i hard rocka w Polsce mają wpływ, prezentowane przez twórców filmu takie grupy muzyczne jak: Test, Turbo, TSA, Kat,  Acid Drinkers, Illusion, KNŻ, Kobong, Agressiva 69, Vader, Behemoth, 2Tm2,3 i Arka Noego.

### Wypowiedzi
W filmie pojawiają się wypowiedzi muzyków, jak również dziennikarzy, menedżerów muzycznych i innych postaci polskiego rynku muzycznego m.in. są to: Piotr „Peter” Wiwczarek (Vader), Andrzej Nowak i Marek Piekarczyk (TSA), Tomasz „Titus” Pukacki (Acid Drinkers, Albert Rosenfield), Robert „Litza” Friedrich (Turbo,  Acid Drinkers, Creation of Death, Flapjack, KNŻ, 2Tm2,3, Arka Noego), Wojciech Hoffmann (Turbo), Paweł „Drak” Grzegorczyk (Hunter),  Roman Kostrzewski (Kat), Adam „Nergal” Darski (Behemoth), Tomasz „Lipa” Lipnicki (Illusion, Acid Drinkers, Lipali), Tomasz „Olej” Olejnik (Proletaryat),  Kazik Staszewski (Kult, KNŻ, El Dupa, Yugoton), Tomasz Grochola (Agressiva 69), Maciej Miechowicz (Kobong), Tomasz „Budzy” Budzyński (Siekiera, Armia, 2Tm2,3, Budzy i Trupia Czaszka), Jarosław Szubrycht (Lux Occulta), Tomasz Dziubiński (Metal Mind Productions), Walter Chełstowski i Jerzy Owsiak (WOŚP).
Podczas wypowiedzi poruszana jest tematyka okresu buntu młodzieżowego, wpływu ulubionych zespołów, wyrażanych emocji, satanizmu, okultyzmu, stosunku do katolicyzmu, obrażania uczuć religijnych czy łamaniu konwencji w tekstach i w tworzeniu zespołów przez muzyków reprezentujących różne subkultury. Muzycy opowiadają o absurdach lat 80. XX wieku związanych w szczególności z panującym systemem politycznym, czy współpracującymi z zespołami tego gatunku muzycznego – wydawcami oraz inżynierami dźwięku, inaczej rozumiejącymi realizację dźwięku, czy brzmienia kierując się doświadczeniem muzycznym z lat 70. oraz 60. XX wieku. Poruszany jest też temat charakterystycznego ubioru subkultury „metalowców”, przy okazji przytaczane są wypowiedzi muzyków, dotyczące makijażu, masek czy też dotyczące spektakularnych (w formie teatralnych przedstawień) widowisk na koncertach polskich heavymetalowych artystów.

### Dokumenty
Film wzbogacają fragmenty dokumentów archiwalnych (m.in. TVP, Sanctuary/EMI, BBC, SP Records, Polygram Polska, MTV, New Aeon Music, Złoty Melon), w tym utwory z koncertów i wideoklipy takich wykonawców jak: Test, Turbo, TSA, Iron Maiden, Hammer, Kat, Alaska, Vader, Wolf Spider, Acid Drinkers, Illusion, Flapjack, KNŻ, Agressiva 69, Kobong, 2Tm2,3, Arka Noego, Hunter, Lux Occulta  i Behemoth.

## Utwory
Opracowano na podstawie materiału źródłowego
- „The Number of the Beast” – Iron Maiden
- „Płyń pod prąd” – Test (tylko ścieżka dźwiękowa)
- „Dorosłe dzieci” – Turbo
- „Przegadane dni” – Turbo
- „Żołnierz fortuny” – Turbo
- „Mass Media” – TSA
- „Zwierzenia kontestatora” – TSA
- „Wysokie sfery” – TSA
- „Oracle” (angielska wersja utworu „Wyrocznia”) – KAT
- „Porwany obłędem” – KAT
- „Czarne zastępy” – KAT
- „Helleluyah!!! (God is Dead)” – Vader
- „Dark Age” – Vader
- „Sword of the Witcher” – Vader
- „Conquer All” – Behemoth
- „At the Left Hand ov God” – Behemoth
- „Rome 64 C.E.” – Behemoth
- „I Fuck the Violence” – Acid Drinkers
- „Moshin' in the Nite” – Acid Drinkers (tylko ścieżka dźwiękowa)
- „Infernal Connection” – Acid Drinkers (tylko ścieżka dźwiękowa)
- „Menel Song” – Acid Drinkers (tylko ścieżka dźwiękowa)
- „Barmy Army” – Acid Drinkers (tylko ścieżka dźwiękowa)
- „Smoke on the Water” – Acid Drinkers (oryg. Deep Purple, aranż. Acid Drinkers)
- „So...” – Hunter
- „Cierń” – Illusion
- „Nóż” – Illusion
- „Artyści” – KNŻ
- „Throw This Shit Away” – Flapjack
- „Seed” – Agressiva 69
- „Rege” – Kobong
- „Pokój z kulą w głowie” – Proletaryat
- „Maranatha” – 2Tm2,3
- „Nic pewnego” – Arka Noego

oraz Alaska, Hammer, Wolf Spider
Ponadto m.in. w Czołówce
- „Gdzie się podziały tamte prywatki” – Wojciech Gąsowski (tylko ścieżka dźwiękowa)
- „Polska” – Kult (tylko ścieżka dźwiękowa)
- „Boskie Buenos” – Maanam (tylko ścieżka dźwiękowa)

## Nagrody
* 2009 – Chicago – Festiwal Filmu Polskiego w Ameryce – Nagroda Specjalna Jury za pionierskie przedstawienie fenomenu polskiej muzyki rockowej i uznanie jej roli w przeciwstawianiu się systemowi komunistycznemu.